# Румен Леонидов
Румен Леонидов е български поет, преводач, журналист, издател и общественик. Към 2020 година има издадени 10 стихосбирки и е носител на български и международни награди за поезия. Превежда от руски и френски.

## Биография
Румен Леонидов е роден на 17 май 1953 година в София, България. Правнук на войводата от ВМОРО Леонид Янков. Редовно посещава лобното място на прадядо си, където е канен официално като гостуващ поет. Завършва Българска филология в Пловдивския университет „Паисий Хилендарски“.
По време на комунизма работи във вестниците „Студентска трибуна“ и „Средношколско знаме“, а също и в списание „Факел“. В края на 80-те години сътрудничи на нелегалните дисидентски списания „Мост“ и „Глас“. След това работи в „Литературен вестник“, списание „Български месечник“, Българската национална телевизия, списание „Смут“, списание „Власт“, списание „Бизнес уик“, вестник „Поглед“, вестник „Класа“, списание „Книжарница“, вевстинк „Животът днес“. Уволняван е общо 6 пъти.
Като издател на книги първо ръководи дейността на „Свободно поетическо общество“, а след това на издателство „Факел“.
През 2010 година създава сайта Fakel.bg.
Негови стихове са включени в различни антологии на българската поезия по света, има и самостоятелни публикации в САЩ, Англия, Русия, Италия, Унгария, Индия, Гърция, Сърбия, Австрия, Албания, Украйна, Молдова, Северна Македония, Полша, Словения. Превежда от руски и френски. Член на Сдружението на българските писатели.

## Участия в журита на литературни награди
Член на журито на Националния младежки конкурс за поезия „Веселин Ханчев“ за 1990 г.
Член на журито на националната Славейкова награда за лирично стихотворение за 2007 г.
Член на журито на националната награда за поезия „Иван Николов“ за 2007 г.
Член на журито на националния литературен конкурс за поезия „Биньо Иванов“ за 2008 г.
Член на журито на националния конкурс за хумор и сатира „Кубрат – 2012“ и на „Кубрат – 2016“.
Член на журито на Националния конкурс „Голямата къща на мъдрите хора“ през 2013 г. и на Третия национален конкурс „Голямата къща на мъдрите хора“ на тема „Dum spiro, spero“, обявен от община Асеновград през 2015 г.

## Награди
- За книгата „Голям и малък“ е отличен със „Сребърен плакет“ (1995), Рим, Италия.
- На „Мелнишките вечери на поезията“ през 2008 година печели първа награда за поезия и Наградата на ВМРО за стихотворението си „Песен за Леонид войвода“[16][17].
- През 2010 година печели първа награда за поезия от националния хумористичен конкурс „Каунь 2010“ в Хасково.[18]
- През 2011 година си поделя с Марин Бодаков литературната награда „Иван Николов“.[19]
- През 2012 г. става носител на „Кристалът на Виленица“, най-голямата литературна награда на Словения.[20]
- През 2013 г. сайтът му Fakel.bg става носител на Националната награда „Христо Г. Данов“ в категория „Електронно издаване и нови технологии“.[21]
- През 2014 г. Асоциация „Българска книга“ го обявява за „Рицар на книгата“ в категория „Интернет базирани медии“ – за сайта Fakel.bg, на който той е собственик и главен редактор.[22]

### Стихосбирки
- „Предупреждение“ (1977)
- „И огънят си спомни за искрата“ (1982)
- „Голям и малък“ (1990)
- „Неточните размери на живота“ (1995)
- „Сънят на продавача“ (1997)
- „Край на митологията“ (1997, 2009)
- „Класически парчета“ (2000)
- „Сляпата неделя“ (2011)
- „Румботавър“ (2013)
- „Покаяние Господне“ (2019)

### Други книги
- „Уплашеният човек“ (2011, есета)